# Sveti Andrej (Moravče)
Sveti Andrej is een plaats in Slovenië en maakt deel uit van de gemeente Moravče in de NUTS-3-regio Osrednjeslovenska. De plaats telde 62 inwoners op 1 januari 2020.